# Estola nigropunctata
Estola nigropunctata är en skalbaggsart som beskrevs av Stefan von Breuning 1940. Estola nigropunctata ingår i släktet Estola och familjen långhorningar. Inga underarter finns listade i Catalogue of Life.